# Rush (banda sonora)
Music from the Motion Picture Soundtrack Rush es una banda sonora del músico británico Eric Clapton, publicado por la compañía discográfica Reprise Records en enero de 1992. El álbum, compuesto e interpretado por Clapton, es la banda sonora del largometraje homónimo e incluyó la canción «Tears in Heaven», que obtuvo tres premios Grammy en 1993.
En una reseña del álbum, Steven McDonald de Allmusic escribió: «Este álbum tiene un impacto mucho mayor de lo que cabría esperar de la música cinematográfica de una película. En su mejor momento, la música de Clapton puede hablar del dolor que siente, y Clapton rara vez ha sido mejor de lo que es aquí».

## Lista de canciones
Todas las canciones compuestas por Eric Clapton excepto donde se anota.
1. "New Recruit" – 1:30
2. "Tracks and Lines" – 3:00
3. "Realization" – 2:41
4. "Kristen and Jim" – 3:38
5. "Preludin Fugue" – 3:19
6. "Cold Turkey" – 2:21
7. "Will Gaines" – 3:46
8. "Help Me Up" (Clapton, Will Jennings) – 5:50
9. "Don't Know Which Way to Go" (Willie Dixon, Al Perkins) – 10:46
10. "Tears in Heaven" (Clapton, Jennings) – 4:30

## Personal
Músicos
- Eric Clapton – guitarra.
- Randy Kerber – teclados.
- Greg Phillinganes – teclados.
- Chuck Leavell – piano y órgano.
- Robbie Kondor – sintetizador.
- Nathan East – bajo.
- Tim Drummond – bajo.
- Steve Ferrone – batería.
- Lenny Castro – percusión.

"Help Me Up"
- Eric Clapton – voz y guitarra.
- Randy Kerber – órgano.
- Greg Phillinganes – piano.
- Nathan East – bajo.
- Steve Ferrone – batería.
- Lenny Castro – percusión.
- Bill Champlin, Vaneese Thomas, Jenni Muldaur, Lani Groves – coros.

"Don't Know Which Way to Go"
- Buddy Guy – voz y guitarra.
- Eric Clapton – guitarra.
- Chuck Leavell – piano.
- Greg Phillinganes – órgano.
- Nathan East – bajo.
- Steve Ferrone – batería.

"Tears in Heaven"
- Eric Clapton – voz, guitarra y dobro.
- Randy Kerber – sintetizador.
- Jayden Maness – pedal steel guitar.
- Nathan East – bajo.
- Lenny Castro – percusión.
- Jimmy Bralower – caja de ritmos.

## Posición en listas
| Lista (1992)                      | Posición |
| --------------------------------- | -------- |
| Estados Unidos (Billboard 200)    | 24       |
| Países Bajos (Album Top 100)      | 51       |
| Nueva Zelanda (Recorded Music NZ) | 19       |